# Liste de ponts d'Angola
Cette liste de ponts d'Angola a pour vocation de présenter une liste de ponts remarquables d'Angola, tant par leurs caractéristiques dimensionnelles, que par leur intérêt architectural ou historique.
Elle est présentée sous forme de tableaux récapitulant les caractéristiques des différents ouvrages, et peut être triée selon les diverses entrées pour voir un type de pont particulier ou les ouvrages les plus récents par exemple. La seconde colonne donne la classification de l'ouvrage parmi ceux présentés, les colonnes Portée et Long. (longueur) sont exprimées en mètres. Date indique la date de mise en service du pont.

## Grands ponts
Ce tableau présente les ouvrages ayant des portées supérieures à 100 mètres ou une longueur totale de plus de 1 000 mètres (liste non exhaustive).
|  |   | Nom                                  | Portée | Long. | Type                                                 | Voie portée Voie franchie | Date | Localisation                                  | Province          | Ref.  |
|  | - | ------------------------------------ | ------ | ----- | ---------------------------------------------------- | ------------------------- | ---- | --------------------------------------------- | ----------------- | ----- |
|  | 1 | Nouveau pont sur le Kwanza en projet | 300    | 626   | Haubané Tablier mixte acier/béton, pylônes béton     | N100 Kwanza               |      | Luanda 9° 19′ 27,8″ S, 13° 09′ 47,8″ E        | Luanda (province) | ,     |
|  | 2 | Pont suspendu sur le Kwanza          | 260    | 420   | Haubané Tablier poutres acier, pylônes acier         | N100 Kwanza               | 1975 | Luanda 9° 19′ 25,4″ S, 13° 09′ 50″ E          | Luanda (province) |       |
|  | 3 | Pont de la Queve en construction     | 248    | 975   | Haubané Tablier mixte acier/béton, pylônes béton     | Rio Queve                 |      | Porto Amboim                                  | Kwanza-Sud        | [ 2 ] |
|  | 4 | Pont de Catumbela                    | 160    | 438   | Haubané Tablier dalle béton, pylônes béton 64+160+64 | N100 Catumbela            | 2009 | Catumbela 12° 26′ 11,2″ S, 13° 32′ 27,2″ E    | Benguela          | [ 3 ] |
|  | 5 | Pont sur le Kwanza                   | 120    | 1534  | Poutre-caisson Béton précontraint 68+120+68          | Kwanza                    | 2010 | Ícolo e Bengo 9° 16′ 54,1″ S, 13° 44′ 41,6″ E | Luanda            | [ 1 ] |
|  | 6 | Pont sur le Longa en construction    | 106    | 547   | Arc Acier, tablier suspendu                          | Rio Longa                 |      | Quiçama 10° 11′ 54″ S, 13° 31′ 16,5″ E        | Luanda            | [ 2 ] |
|  | 7 | Pont sur le Zambèze 2015             |        | 160   | Pont                                                 | Zambèze                   |      | Alto-Zambèze                                  | Moxico\|          |       |